# Ћубасте чиопе
Ћубасте чиопе (лат. Hemiprocnidae) су породица птица у блиском сродству са правим чиопама. Породица припада реду чиопа (Apodiformes), а састоји се од једног рода, Hemiprocne, и четири врсте. Настањују подручје од Индије и југоисточне Азије до Индонезије, Нове Гвинеје и Соломонских острва. Ниједна врста није угрожена.

## Опис
Ћубасте чиопе су малене до средње величине, дуге од 15 до 30 cm и тешке 70-120 . Имају дуга крила, али највећи део те дужине чине примарна пера; руке су им заправо врло кратке. Визуелно се разликују од осталих чиопа по перју, које је мекше, а имају и ћубе и украсе на лицу, и дуг рачваст реп.
Хране се летећим инсектима.

## Размножавање
И мужјак и женка граде гнездо од коре дрвета и перја. У гнездо које је залепљено на грану дрвета женка снесе једно јаје. Боја јајета варира од беле до сиве. Постоји мало информација о трајању инкубације, али се сматра да траје дуже код већих врста.

## Врсте
Постоје четири врсте у једном роду, Hemiprocne:
- Сиволеђа ћубаста чиопа
- Ћубаста чиопа
- Брката ћубаста чиопа
- Брадата ћубаста чиопа